# 于克塞勒
于克塞勒（法語：Uxelles，法語發音：[yksɛl]）是法国汝拉省的一个市镇，属于隆斯勒索涅区。

## 地理
于克塞勒（46°36'10"N, 5°47'29"E）面积5.27 平方千米，位于法国勃艮第-弗朗什-孔泰大區汝拉省，该省份为法国东部内陆省份，北起上索恩省，西北接科多尔省，西临索恩-卢瓦尔省，南至安省，东与杜省和瑞士接壤。
与于克塞勒接壤的市镇（或旧市镇、城区）包括：沙尔西耶、邦略、沙雷济耶、科尼亞、德讷济耶尔、索若、韦尔唐博。

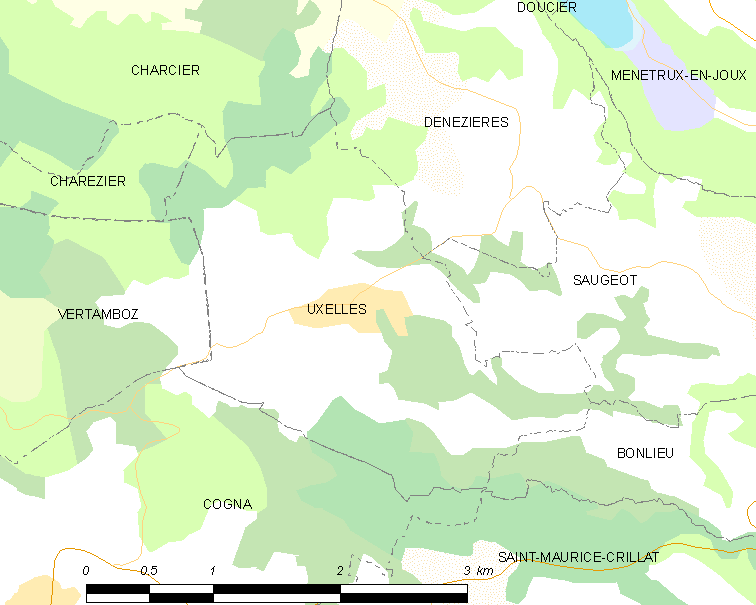
于克塞勒的OSM定位图

于克塞勒的时区为UTC+01:00、UTC+02:00（夏令时）。

## 行政
于克塞勒的邮政编码为39130，INSEE市镇编码为39538。

## 政治
于克塞勒所属的省级选区为圣洛朗昂格朗沃县。

## 人口

1962-2008年间于克塞勒人口变化图示

于克塞勒于2022年1月1日时的人口数量为65人。